# Machen wir’s in Liebe
Machen wir's in Liebe ist eine US-amerikanische Filmkomödie aus dem Jahre 1960.

## Handlung
Der Vorspann des Films beginnt mit der Vorstellung der sieben Generationen Cléments, die das kolossale Vermögen der Familie aufgebaut haben. Der Milliardär Jean-Marc Clément ist der achte in dieser Reihe, er war nie verheiratet und hat keinen Nachfolger. Sein Pressesprecher Coffman berichtet ihm, dass ein Off-Broadway-Musical geprobt wird, das sich über ihn und insbesondere über seine Neigung zu weiblichen Eroberungen lustig machen soll. Er beschließt eine Probe aufzusuchen um sich selbst ein Urteil bilden zu können. Dabei lernt er Ramona, die Startänzerin der Truppe, kennen. Aufgrund seiner verblüffenden Ähnlichkeit zu dem Milliardär, der im Musical parodiert werden soll, wird er engagiert. Da Clément die attraktive Ramona näher kennen lernen möchte, spielt er das Spiel mit. 
Ramonas Zuneigung scheint jedoch dem anderen Star der Musicaltruppe, Tony, zu gehören. Clements Versuch, vor dem gesamten Ensemble einen Witz zu erzählen, scheitert grandios, da alle im Raum die allgemein bekannte Pointe mitsprechen. Clements Absicht ist es, Ramonas Zuneigung zu gewinnen, ohne seine wahre Identität und sein Vermögen preiszugeben. Da Clément sich seines mangelnden Bühnentalents bewusst ist, und Geld für ihn ja keine Rolle spielt, heuert er Milton Berle, Bing Crosby und Gene Kelly (alle drei in ihren eigenen Rollen) an, damit diese ihm Tricks und Kniffe ihres Fachgebiets beibringen. Clement schreckt auch nicht davor zurück, einen "neuen Witz" für tausend Dollar zu kaufen. 
Unzufrieden über den anhaltendem Misserfolg bei Ramona lässt Clement die Musicalbühne schließen. Er gesteht Ramona, dass er tatsächlich Jean-Marc Clement ist, was sie ihm nicht glaubt und ihm rät, einen Psychiater aufzusuchen.
Empört über die Schließung der Musicalbühne, suchen Ramona und ihre Kollegen Clements Büroturm auf. Dort trifft Ramona auf Clement, den sie als Nebendarsteller auf der Musicalbühne kennengelernt hat. Allmählich dämmert ihr, dass seine Behauptung, er sei wirklich Jean-Marc-Clement, kein Scherz ist, sondern möglicherweise der Wahrheit entspricht. Im Aufzug küssen sie sich. Ob Ramona wirklich in Jean-Marc verliebt ist oder nur von seinem Reichtum bezaubert ist, bleibt dem Zuschauer überlassen.

## Hintergrund
- Als Gaststars spielen Gene Kelly, Milton Berle und Bing Crosby sich selbst.
- Vor Yves Montand sagten nacheinander Gregory Peck, Cary Grant, Rock Hudson und Charlton Heston ab, weil sie befürchteten, dass ihnen in einem Monroe-Film die Show gestohlen werden könnte.
- Für die deutsche Synchronfassung wurde Monroes ursprünglicher Rollenname von Amanda in Ramona umbenannt.[1]
- Während der Dreharbeiten entwickelte sich eine Affäre zwischen Montand und Monroe.[2]

## Synchronisation
In der deutschen Synchronfassung wurde Marilyn Monroe von ihrer deutschen Standardstimme Margot Leonard gesprochen. 
| Rolle                             | Schauspieler   | Synchronsprecher      |
| --------------------------------- | -------------- | --------------------- |
| Alexander Coffman                 | Tony Randall   | Herbert Stass         |
| Amanda Dell                       | Marilyn Monroe | Margot Leonard        |
| Bing Crosby                       | Bing Crosby    | Paul Klinger          |
| Gene Kelly                        | Gene Kelly     | Gerd Martienzen       |
| Milton Berle                      | Milton Berle   | Klaus Miedel          |
| Jean-Marc Clement/Alexandre Dumas | Yves Montand   | Paul Edwin Roth       |
| Tony Danton                       | Frankie Vaughn | Gert Günther Hoffmann |

## Kritiken
„Diese schwungvolle Musikkomödie von George Cukor war das Hollywood-Debüt des französischen Schauspielers Yves Montand. Doch eigentlich ist die handelsübliche Liebesgeschichte nur wegen der glänzend aufgelegten Darsteller unterhaltsam. Seinerzeit füllte die Affäre zwischen der Monroe und Montand die Seiten der Skandalblätter.“

„Marilyn Monroe erzielt in Let's make love einige der lautesten Lacher ihres Lebens... Es ist ein ausgelassener, alberner und wirklich erfrischender Ulk... Marilyn setzt sich tatsächlich einem Vergleich mit Mary Martin aus und singt in ihrer ersten Szene 'My heart belongs to Daddy'. In der Vorstellung, die ich besuchte, gab es vom Publikum Szenenapplaus.“

„Musikalische Komödie, im Drehbuch schwach, in der Inszenierung aber meistenteils geschickt, sauber und vergnüglich. Für erwachsene Liebhaber der Gattung geeignet.“

## Auszeichnungen
- Oscar-Nominierung für die beste Filmmusik für Lionel Newman und Earle H. Hagen
- Nominierung für den British Film Academy Award als bester Film (George Cukor) und für den besten ausländischen Darsteller (Yves Montand)